# 許寶蘅
許寶蘅（1875年—1961年12月28日），字季湘，晚號夬廬，浙江杭州府仁和縣人，清末民初政治人物，中央文史研究館館員。

## 生平
光緒二十八年（1902年）壬寅科舉人。任軍機章京、內閣承宣廳行走。民國元年（1912年），擔任中華民國大總統府秘書兼國務院秘書、內務部考績司司長。張勳復辟後，擔任軍機章京。此後擔任大總統府秘書、內務部秘書。1928年，經奉天省長翟文選邀請，出任奉天省政府秘書長。滿洲國成立後，其擔任執政府秘書、掌禮處大禮官兼秘書官。
有現代版《許寶蘅日記》（2010）。

## 家庭
- 妻俞玟（父光緒二十四年（1898年）戊戌科探花俞陛雲；祖父俞祖仁；曾祖樸學大師俞樾）